# Filsdorf
Filsdorf (en luxemburguès: Fëlschdref ; en alemany: Filsdorf) és una vila de la comuna de Dalheim  situada al districte de Grevenmacher del cantó de Remich. Està a uns 12,3 km de distància de la ciutat de Luxemburg.